# Stadionul Motorul (Arad)
Stadionul Motorul este un stadion din Arad pe care a disputat, temporar, meciurile (până la finalizarea noului stadion Francisc von Neumann) clubul de fotbal UTA „Bătrâna Doamnă”. Are o capacitate de 2.000 de locuri, tabelă de marcaj electronică și un teren de antrenament situat în spatele tribunei a doua. Stadionul este amplasat în cartierul Aradul Nou din Arad, pe Calea Timișoarei și este deservit de către linia de tramvai 3, fiind situat lângă stația Caraiman. 

## Vezi și
- FC UTA Arad
- CS ACU Arad